# Біллі Вокер (англійський футболіст)
Біллі Вокер (англ. Billy Walker, 29 жовтня 1897, Вензбері — 28 листопада 1964, Шеффілд) — англійський футболіст, що грав на позиції нападника за «Астон Віллу» та національну збірну Англії. По завершенні ігрової кар'єри — тренер.

## Клубна кар'єра
Народився 29 жовтня 1897 року в містечку Вензбері. Вихованець футбольної школи клубу «Астон Вілла». Дорослу футбольну кар'єру розпочав 1919 року в основній команді того ж клубу, кольори якої і захищав протягом усієї своєї кар'єри гравця, що тривала п'ятнадцять років.
Вважається одним з найкращих нападників в історії клубу, мав середню результативність на рівні 0,45 гола за гру першості — відзначився 214-ма голами у 478 іграх чемпіонату Англії. 1920 року допоміг команді здобути Кубок Англії. За роки виступів Вокера «Астон Вілла» двічі, у 1931 і 1933 роках, здобувала «срібло» англійської першості, поступаючись в обох випадках у боротьбі за чемпіонство «Арсеналу».

## Виступи за збірну
1920 року дебютував в офіційних матчах у складі національної збірної Англії. Протягом наступних 13 років загалом провів у її формі 18 матчів, забивши 9 голів.

## Кар'єра тренера
Розпочав тренерську кар'єру відразу ж по завершенні кар'єри гравця, наприкінці 1933 року, очоливши тренерський штаб «Шеффілд Венсдей», і виконав задачу збереження командою прописки у найвищому англійському дивізіоні. 1935 року привів її до перемоги у розіграші Кубка Англії і Суперкубка країни.
Згодом у 1938 році тренував щойно створений «Челмсфорд Сіті», після чого 1939 року став головним тренером «Ноттінгем Форест». Працював на чолі цієї команди до 1960 року, ознаменувавши цілу епоху в історії клубу. 1957 року вивів ноттінгемців до найвищого дивізіону англійської першості, а за два роки здобув з ними Кубок Англії. Таким чином став єдиним тренером в англійському футболі, який здобував цей трофей як до, так і після Другої світової війни.
Помер 28 листопада 1964 року на 68-му році життя в Шеффілді.

## Титули і досягнення

### Як гравця
- Володар Кубка Англії з футболу (1):

«Астон Вілла»: 1919-1920
- Володар Суперкубка Англії з футболу (1):

Професіонали: 1924

### Як тренера
- Володар Кубка Англії з футболу (2):

«Шеффілд Венсдей»: 1934-1935
«Ноттінгем Форест»: 1958-1959
- Володар Суперкубка Англії з футболу (2):

Професіонали: 1924
«Шеффілд Венсдей»: 1935